# Landkreis Biberach
Landkreis Biberach är ett distrikt (Landkreis) i sydöstra delen av det tyska förbundslandet Baden-Württemberg med 201 282 invånare (2019). Huvudorterna i distriktet, med ungefär 10 000–33 000 invånare, är Biberach an der Riss, Riedlingen, Ochsenhausen och Laupheim. Utöver detta finns även ett antal mindre kommuner i distriktet.

## Geografi
Distriktet ligger i regionen Övre Schwaben (tyska Oberschwaben) i södra Tyskland. Den västligaste delen av distriktet ligger nordväst om floden Donau i bergskedjan Schwäbische Alb. Här ligger i kommunen Langenenslingen distriktets högsta höjd, Rotreiss (tyska Rotreiß, 801 m ö.h.). Berget Bussen (767 m ö.h.) är den högsta höjden utanför Schwäbische Alb. Gränsen mot Bayern bildas av floden Iller. 
Granndistrikt är Landkreis Ravensburg i söder, Landkreis Sigmaringen i väster, Landkreis Reutlingen i nordväst, Alb-Donau-Kreis i norr (alla i Baden-Württemberg) och Landkreis Neu-Ulm, Landkreis Unterallgäu och den distriktsfria staden Memmingen (alla i Bayern) i öster.
Biberach an der Riss är kommunen med den största befolkningen (32 938 invånare år 2018), Langenenslingen är kommunen med den största ytan (88,33 km²). Distriktets minsta kommun är Moosburg (208 invånare år 2018, 1,85 km²).

## Historia
Fram till början av 1800-talet hörde området av det nuvarande Landkreis Biberach till olika tyska territorier. 1806 blev de flesta av dem delar av Kungariket Württemberg, delar av kommunen Langenenslingen hörde till provinsen Hohenzollern. Det nya distriktet (tyska Oberamt, från och med 1934 Kreis) Biberach omfattade de centrala och sydöstra delarna av det nuvarande distriktet. 1938 förenades delar av de dåvarande distrikten Laupheim och Leutkirch med distriktet Biberach till Landkreis Biberach. Efter andra världskriget blev distriktet en del av den franska ockupationszonen och 1952 av det nya förbundslandet Baden-Württemberg. 1973 kom ytterligare kommuner från de dåvarande distrikten Saulgau och Ehingen till Landkreis Biberach. Efter ytterligare små ändringar tog distriktet 1976 sin nuvarande form.

## Befolkningsutveckling
| Befolkningsutvecklingen i Landkreis Biberach 1975–2015 | Befolkningsutvecklingen i Landkreis Biberach 1975–2015 | Befolkningsutvecklingen i Landkreis Biberach 1975–2015 | Befolkningsutvecklingen i Landkreis Biberach 1975–2015 | Befolkningsutvecklingen i Landkreis Biberach 1975–2015 |
| ------------------------------------------------------ | ------------------------------------------------------ | ------------------------------------------------------ | ------------------------------------------------------ | ------------------------------------------------------ |
|                                                        |                                                        |                                                        |                                                        |                                                        |
| År                                                     |                                                        |                                                        | Folkmängd                                              | Areal (ha)                                             |
| 1975                                                   | 1975                                                   |                                                        | 149 190                                                | 140 163                                                |
| 1980                                                   | 1980                                                   |                                                        | 151 661                                                | 140 986                                                |
| 1985                                                   | 1985                                                   |                                                        | 152 447                                                | 140 984                                                |
| 1990                                                   | 1990                                                   |                                                        | 162 746                                                | 140 996                                                |
| 1995                                                   | 1995                                                   |                                                        | 175 622                                                | 140 987                                                |
| 2000                                                   | 2000                                                   |                                                        | 182 979                                                | 140 984                                                |
| 2005                                                   | 2005                                                   |                                                        | 188 532                                                | 140 981                                                |
| 2010                                                   | 2010                                                   |                                                        | 189 312                                                | 140 975                                                |
| 2015                                                   | 2015                                                   |                                                        | 194 019                                                |                                                        |
|                                                        |                                                        |                                                        |                                                        |                                                        |

## Städer och kommuner
| Städer                                                                                              | Övriga kommuner | |
| --------------------------------------------------------------------------------------------------- | --- | --- |
| 1. Bad Buchau 2. Bad Schussenried 3. Biberach an der Riss 4. Laupheim 5. Ochsenhausen 6. Riedlingen | 1. Achstetten 2. Alleshausen 3. Allmannsweiler 4. Altheim 5. Attenweiler 6. Berkheim 7. Betzenweiler 8. Burgrieden 9. Dettingen an der Iller 10. Dürmentingen 11. Dürnau 12. Eberhardzell 13. Erlenmoos 14. Erolzheim 15. Ertingen 16. Gutenzell-Hürbel 17. Hochdorf 18. Ingoldingen 19. Kanzach | 1. Kirchberg an der Iller 2. Kirchdorf an der Iller 3. Langenenslingen 4. Maselheim 5. Mietingen 6. Mittelbiberach 7. Moosburg 8. Oggelshausen 9. Rot an der Rot 10. Schemmerhofen 11. Schwendi 12. Seekirch 13. Steinhausen an der Rottum 14. Tannheim 15. Tiefenbach 16. Ummendorf 17. Unlingen 18. Uttenweiler 19. Wain 20. Warthausen |